# المنتقمون
المنتقمون (بالإنجليزية: The Avengers) هم فريق خيالي من الأبطال الخارقين ظهر في القصص المصورة الأمريكية التي نشرتها مارفل كومكس. ظهر الفريق لأول مرة في العدد الأول من المنتقمون (يرجع تاريخها إلى سبتمبر 1963)، أنشأها المحرر والكاتب ستان لي بمشاركة الفنان الرسام جاك كيربي. المنتقمون هو تجديد لفريق خارق سابق أنشأه ستان لي وجاك كيربي، فرقة فريق جميع الفائزين، والتي ظهرت في سلسلة من القصص المصورة التي نشرتها مجلة مارفل كوميكس والتي كانت تُسمى سابقاً تايملي كومكس.
كان "المنتقمون"، الذين أطلق عليهم لقب "أعظم أبطال الأرض"، يتألفون في الأصل من الرجل النملة، والرجل الأخضر، والرجل الحديدي، وثور، والدبورة. أصبح الرجل النملة فيما بعد الرجل العملاق بحلول العدد الثاني.
تم تصوير عدة أفلام سينمائية منفردة لأعضاء الفرقة وأربعة أفلام للفرقة وهم المنتقمون في 2012، و المنتقمون: عصر ألترون في 2015، و المنتقمون: الحرب اللانهائية في 2018، و المنتقمون: نهاية اللعبة الذي صدر في 26 أبريل 2019 في الولايات المتحدة الأمريكية بتقنية آيماكس و‌ثلاثي الأبعاد.

## وصلات خارجية
- موقع القصص المصورة للفرقة